# Im Netz der Camorra
Im Netz der Camorra (Arbeitstitel: Il Pastore) ist ein deutsch-österreichischer zweiteiliger Fernsehfilm aus dem Jahr 2021 von Andreas Prochaska mit Tobias Moretti, Antonia Moretti, Ursina Lardi, Melika Foroutan und Harald Windisch in den Hauptrollen. Das Drehbuch von Ben von Rönne und Andreas Prochaska basiert auf einer Vorlage von Max Gruber. Die Produktion wurde 2022 mit Der Gejagte – Im Netz der Camorra fortgesetzt.

## Handlung
Der Winzer Matteo DeCanin bewirtschaftet ein Weingut in Südtirol, wo er mit seiner Frau Stefania und der gemeinsamen Tochter Laura ein bürgerliches und zufriedenes Leben führt. Die Familie wird im Dorf geschätzt und ist für ihren guten Wein bekannt. Die Idylle wird zerstört, nachdem eines Tages Matteos Jugendfreund Nino Sorrentino überraschend auftaucht. Nino ist allerdings mehr als nur ein Weggefährte aus Matteos Jugend, die beiden verbindet eine dunkle Vergangenheit aus ihrer gemeinsamen Zeit in Neapel. Matteos einstige Verbindungen zur Camorra holen ihn ein.
Nachdem etwa zur selben Zeit die junge Afrikanerin Akua Mbaye verletzt in den Weinbergen aufgefunden wird und ihr die Ärzte eine Kugel aus der Schulter entfernen, nimmt Carabiniere Adrin Erlacher mit seinem Kollegen Silvio Bernatti die Ermittlungen auf. Dezernatsleiterin Christina Melauer möchte den Fall eigentlich zu den Akten legen und Mbaye in Schubhaft nehmen. Allerdings mehren sich für Erlacher die Hinweise, dass die Täter aus ihrem Dorf kommen. Unter anderem findet Erlacher im Weinberg einen blutigen Schuh sowie das Etikett einer fast 3000 Euro teuren Weinflasche. Außerdem fürchtet Erlacher um das Leben von Mbaye, nachdem im Krankenhaus eine verdächtige Person aufgetaucht ist. Erlacher bringt Akua bei sich zu Hause unter und ermittelt auf eigene Faust. Matteo gerät in den Fokus der Ermittlungen. Laut DNA-Analyse stammt das Blut vom Schuh aus dem Weinberg von der Schwester des Opfers. Von Akua erfährt Erlacher später, dass einer von Sorrentinos Leuten ihre Schwester erschossen hat. Sie will aber nicht gegen Sorrentino als Zeugin aussagen, sondern untertauchen.
Sorrentino fordert von Matteo, dass er für ihn für Lieferungen nach China Wein panscht. Ein lukratives Geschäft, dem sich die Mafia neuerdings widmet. Obwohl Matteo sich zunächst dagegen sträubt, muss er Ninos Wunsch wohl oder übel nachkommen, da ihm dieser damit droht, seine Frau und seine Tochter zu ermorden und ihn dabei zusehen zu lassen. Außerdem soll Matteo selbst wieder einen Mord begehen und Carabiniere Silvio Bernatti, der den beiden auf den Fersen war, mit einem Hammer erschlagen. Die verkohlte Leiche von Bernatti wird einige Zeit später von der Polizei in seinem verbrannten Auto gefunden. Erlacher glaubt nicht an einen Unfall, nachdem ihm Bernatti kurz vor seinem Tod noch das Kfz-Kennzeichen eines verdächtigen neapolitanischen Fahrzeugs auf dessen Smartphone gesendet hat.
Matteo hat gegenüber seiner Frau zwanzig Jahre lang über seine wahre Identität als Lorenzo geschwiegen und diese vor ihr verborgen. Nachdem Sorrentinos Leute und Erlacher immer wieder auf dem Weingut der DeCanins auftauchen und Matteo sich aus Sicht von Stefania seltsam verhält, muss er ihr schließlich seine gemeinsame Vergangenheit mit Nino Sorrentino, dem er einst das Leben gerettet hat, und seine früheren Taten beichten. Für Stefania bricht eine Welt zusammen.
Sorrentino fordert nun von Matteo, dass er Mbaye, die gegen Sorrentino aussagen könnte, und Erlacher, der Sorrentino weiter auf der Spur ist, umbringt. Seinem Gutsverwalter Albert Psenner erzählt Matteo, dass er mit seiner Tochter und seiner Frau nach Kitzbühel fährt. Bei Nachfrage soll dieser angeben, dass sie nach Zürich unterwegs sind. Tatsächlich sendet Matteo seine Frau und Tochter vorab zur Jagdhütte in Kitzbühel; er selbst bleibt aber in Südtirol und macht sich mit einem von Sorrentinos Leuten auf den Weg zu Akua Mbaye und Erlacher. Vor dessen Wohnung erschießt Matteo allerdings Sorrentinos Mann, Erlacher und Mbaye lässt er am Leben.
Bei einem Kampf zwischen Sorrentinos Leuten und Matteo wird dieser durch einen Messerstich in den Bauch verletzt. Matteo gelingt es, zu seiner Tochter und seiner Frau nach Kitzbühel zu fliehen, wo er aufgrund des Blutverlustes das Bewusstsein verliert. Psenner gesteht Sorrentino unter Folter den tatsächlichen Aufenthaltsort der DeCanins. Sorrentino folgt ihnen nach Kitzbühel, wo er versucht, die Jagdhütte in Brand zu setzen, er wird aber rechtzeitig von der über Erlacher alarmierten Polizei erschossen. Matteo erholt sich bald von seinen Verletzungen, Erlacher stellt die Ermittlungen gegen ihn ein.

## Produktion
Die Dreharbeiten fanden vom 25. August bis zum 31. Oktober 2020 in Südtirol, Kitzbühel sowie in Wien und Umgebung statt.
Produziert wurde der Film von der deutschen good friends Filmproduktions GmbH (Produzent: Moritz von der Groeben) in Koproduktion mit der österreichischen Satel Film (Produzent: Heinrich Ambrosch), beteiligt waren das ZDF und ServusTV. Unterstützt wurde die Produktion vom Fernsehfonds Austria, von IDM Südtirol sowie Cine Tirol Film Commission. Die Serviceproduktion in Italien übernahm die Albolina Film GmbH.
Die Kamera führte Thomas Kiennast. Für das Kostümbild zeichnete Elisabeth Fritsche verantwortlich, für das Szenenbild Hans Jager, für den Ton Thomas Szabolcs, für das Maskenbild Sonia Salazar-Delgado und Ulla Röling und für das Casting Lisa Stutzky.
Für diesen Film standen Tobias Moretti und seine Tochter Antonia Moretti zum ersten Mal gemeinsam vor der Kamera.

## Veröffentlichung
Premiere hatte der Film am 13. Juli 2021 im Rahmen der Summer Edition des Seriencamp Festivals der Hochschule für Fernsehen und Film München. Die Erstausstrahlung beim Sender ServusTV erfolgte am 4. September 2021.
Im ZDF wurde die Produktion erstmals am 6. und 7. September 2021 im Hauptabendprogramm gezeigt, die Veröffentlichung in der ZDF Mediathek erfolgte in vier Teilen (Besuch, Auftrag, Schuld, Vollstreckung) zu je 44–45 Minuten am 30. August 2021.

## Rezeption

### Kritik
Martina Kalweit vergab auf tittelbach.tv 5,5 von 6 Sternen und bezeichnete die Produktion als „Krimi-Cuvée mit höchster Prädikatsstufe“. Sie meinte, dass schon das rote Farbspiel im Vorspann verspreche, dass hier ohne Blutvergießen keiner rauskomme. Zwischen brutalem Mafiathriller und ruhigem Schuld-und-Sühne-Stück tendiere Im Netz der Camorra zu Letzterem. Neben Vater und Tochter Moretti glänzten Harald Windisch und Ursina Lardi in den Hauptrollen.
Christian Buß bezeichnete den Thriller auf Spiegel.de als „kleines grausames Fernsehmeisterwerk“; solch effizient zugespitzte Gewalt sehe man im Hauptabendprogramm der Öffentlich-Rechtlichen selten. Im Netz der Camorra sei keine klassische Mafiaoper, sondern eine auf die dramatische Essenz der Selbstbehauptung heruntergefahrene Charakterstudie. Buß verglich die Produktion mit der Tatort-Folge In der Familie (2020) und David Cronenbergs A History of Violence (2005). Dabei riefen die Filmemacher durchaus auch Bilder des Camorra-Prekariats ab, wie man sie aus Gomorrha kenne.
Der Tagesspiegel schrieb, dass die Handlung auch in 90 Minuten gepasst hätte, so übersichtlich sei das Geschehen. Allerdings hätte eine aufs übliche Format zusammengeschobene Version diese Produktion um ihre besondere Kraft gebracht. Sie müsse reifen, um sich entfalten zu können. Für diesen Film der Gesichter und der Gesten anstatt der Action brauche es Rollenspieler der feinen Art. Was Tobias und Antonia Moretti, Ursina Lardi, Harald Windisch und Fabrizio Romagnoli spielend leisten, das fessle den aufmerksamen Zuschauer. Die 180 Minuten bräuchten den wachen Geist und die volle Konzentration, wenn die Qualitäten erkannt und genossen werden sollen.
Carolin Gasteiger meinte in der Süddeutschen Zeitung, dass manche Einstellungen an High Noon erinnern würden; manches sei überzeichnet, und doch habe Prochaska einen gelungenen Thriller geschaffen, der mehr Psychogramm als klassischer Krimi und hervorragend besetzt sei.
Ursula Scheer befand in der Frankfurter Allgemeinen Zeitung, dass hier keine Rede von Brunetti-Gemütlichkeit sei. Fürs ZDF sei ein derart stimmiger Thriller neu. Die glaubwürdige, vielsprachige, multidialektale und internationale Besetzung trage dazu bei. Ruhig und bedächtig führe Prochaska, unterstützt von der dräuenden Musik Stefan Bernheimers, seine Figuren ins Verderben und lasse ihnen Raum zur Reflexion und zur Entfaltung.
Quote
Im ZDF erreichte die Erstausstrahlung des ersten Teiles 4,81 Millionen Zuschauer, der Marktanteil betrug 17,7 Prozent. Den zweiten Teil sahen 4,03 Millionen Menschen bei einem Marktanteil von 15,4 Prozent.

### Auszeichnungen und Nominierungen
Romyverleihung 2022
- Auszeichnung in der Kategorie Entdeckung weiblich (Antonia Moretti)[16][17]
- Auszeichnung in der Kategorie Beste Kamera TV/Stream (Thomas W. Kiennast)[18][19]

Deutscher Schauspielpreis 2022
- Nominierung in der Kategorie Schauspieler*in in einer dramatischen Nebenrolle (Harald Windisch)[20]

Preis der Deutschen Akademie für Fernsehen 2022
- Nominierung in der Kategorie Filmschnitt (Karin Hartusch)[21]
- Nominierung in der Kategorie Schauspieler – Nebenrolle (Harald Windisch)
- Nominierung in der Kategorie Tongestaltung (Thomas Szabolcs, Kirsten Kunhardt und Clemens Grulich)